# Coupe de la Ligue d'Irlande de football 2020
Navigation
Édition précédente Édition suivante
La 47e coupe de la Ligue d'Irlande de football, connue aussi de par son contrat de sponsoring sous le nom d’EA Sports Cup se tient entre le 9 mars 2020 et le mois de septembre 2020. Le Dundalk Football Club remet en jeu son titre obtenu en 2019. La compétition est définitivement interrompue le 20 mars 2020 à cause de la pandémie de Covid-19. Seuls quelques matchs du premier tour ont pu être joués avant le confinement de l'Irlande.

## Organisation
La compétition garde le format mis en place lors de l'édition précédente.
Le premier tour oppose les clubs de la First Division et les trois équipes amateures sont invitées à participer à la compétition : Cockhill Celtic, club basé à Buncrana champions 2019 de l'Ulster Senior League, UCC de la Munster Senior League et Crumlin United de la Leinster Senior League.
Les équipes de la Premier Division intègrent la compétition lors du deuxième tour.
L'équipe des Shamrock Rovers B, disputant la First Division, ne participe pas à cette compétition. Son lien direct avec Shamrock Rovers le lui interdit puisque le système de tirage au sort lui permettrai de jouer l'une contre l'autre.

## Compétition

### Premier tour
Le tirage au sort des rencontres a lieu le 18 février 2020
| Club recevant   | Score           | Club visiteur    | Lieu de la rencontre | Date    |
| --------------- | --------------- | ---------------- | -------------------- | ------- |
| Cabinteely FC   | 4-3 a. p.       | Crumlin United   | Stradbrook           | 8 mars  |
| Drogheda United | .               | UCD              | United Park          | 23 mars |
| Galway United   | 2-0             | Athlone Town     | Eamonn Deacy Park    | 10 mars |
| Longford Town   | .               | Cockhill Celtic  | City Calling Stadium | 16 mars |
| UCC             | 1-1 t. a. b.3-4 | Cobh Ramblers FC | The Farm             | 10 mars |
| Wexford FC      | 1-2 a. p.       | Bray Wanderers   | Ferrycarrig Park     | 10 mars |